# Plateau-des-Petites-Roches
Plateau-des-Petites-Roches község Franciaország Auvergne-Rhône-Alpes régiójában, Isère megyében. Új községként 2019. január 1-jén jött létre Saint-Hilaire, Saint-Bernard és Saint-Pancrasse község egyesítésével. A korábbi községek egyesülésekor az új község lélekszáma 2481 fő lett. Lakosainak száma 2432 fő (2022. január 1.).

## Népesség
| Lakosok száma | 2434 | 2408 | 2380 | 2397 | 2415 | 2432 |
|               | 2017 | 2018 | 2019 | 2020 | 2021 | 2022 |